# Договоры о дружбе, сотрудничестве и взаимной помощи России с ДНР и ЛНР
Договор о дружбе, сотрудничестве и взаимной помощи между Россией и Донецкой Народной Республикой и Договор о дружбе, сотрудничестве и взаимной помощи между Россией и Луганской Народной Республикой — соглашения между Российской Федерацией и самопровозглашёнными Донецкой Народной Республикой и Луганской Народной Республикой, подписанные 21 февраля 2022 года и вступившие в силу 25 февраля 2022 года. Использовались российскими властями, чтобы обосновать вторжение России на Украину, начавшееся 24 февраля 2022 года. Заключены сроком на 10 лет и предусматривают сотрудничество в области внешней политики, взаимодействие в деле укрепления мира, повышения стабильности и безопасности, а также в деле защиты суверенитета и территориальной целостности.

## История
21 февраля 2022 года президентом России Владимиром Путиным была признана независимость Донецкой и Луганской народных республик. Официальным представителем президента России в Государственной Думе по вопросам заключения договоров с республиками был назначен заместитель министра иностранных дел Андрей Руденко.
22 февраля договоры были ратифицированы Россией и, единогласно, обеими республиками. Церемония обмена ратификационными грамотами между Россией и республиками состоялась в МИД России 25 февраля.

## Содержание
Согласно положениям договоров, стороны будут строить отношения на основе «взаимного уважения государственного суверенитета и территориальной целостности, мирного урегулирования споров и неприменения силы или угрозы силой, включая экономические и иные способы давления». Кроме этого документы определяют, что стороны будут тесно сотрудничать в области внешней политики. Стороны будут проводить консультации «в целях обеспечения совместной обороны, поддержания мира и взаимной безопасности». «В ходе этих консультаций будут определяться необходимость, виды и размеры помощи, которую одна договаривающаяся сторона окажет другой договаривающейся стороне в целях содействия устранению возникшей угрозы», — говорится в тексте договоров.

## Комментарии
1. ↑  Договор с ЛНР составлен на русском, договор с ДНР составлен на русском и украинском